# 4-Nonylphénol
Le 4-nonylphénol est un composé organique de la famille des nonylphénols.